# Channarayapatna
Channarayapattana là một thị xã của quận Hassan thuộc bang Karnataka, Ấn Độ.

## Nhân khẩu
Theo điều tra dân số năm 2001 của Ấn Độ, Channarayapattana có dân số 33.240 người. Phái nam chiếm 51% tổng số dân và phái nữ chiếm 49%. Channarayapattana có tỷ lệ 73% biết đọc biết viết, cao hơn tỷ lệ trung bình toàn quốc là 59,5%: tỷ lệ cho phái nam là 78%, và tỷ lệ cho phái nữ là 68%. Tại Channarayapattana, 11% dân số nhỏ hơn 6 tuổi.